# Dubautia microcephala
Dubautia microcephala (tên tiếng Anh là Small-head Dubautia) là một loài thực vật có hoa thuộc họ Asteraceae that is đặc hữu của hòn đảo Kauai ở Hawaii. Chúng hiện đang bị đe dọa vì mất môi trường sống.